# Nokere Koerse 2024
Nokere Koerse 2024 var den 78. udgave af det belgiske cykelløb Nokere Koerse. Det blev kørt den 13. marts 2024 med start i Deinze og mål i Nokere i Østflandern. Løbet var en del af UCI ProSeries 2024. Løbet blev vundet af belgiske Tim Merlier fra Soudal Quick-Step for tredje år i træk.

## Resultat
| \| Samlede stilling \| Samlede stilling \| Samlede stilling \| Samlede stilling \| Samlede stilling \| \| Rytter \| Rytter \| Hold \| Tid \| \| \| ---------------- \| ---------------- \| ------------------------- \| ---------------- \| ---------------- \| \| 1. \| Tim Merlier \| Soudal Quick-Step \| 4t 21' 59" \| \| \| 2. \| Fabio Jakobsen \| Team dsm-firmenich PostNL \| + 0" \| \| \| 3. \| Jasper Philipsen \| Alpecin-Deceuninck \| + 0" \| \| \| 4. \| Pascal Ackermann \| Israel-Premier Tech \| + 0" \| \| \| 5. \| Simone Consonni \| Lidl-Trek \| + 0" \| \| \| 6. \| Tom Van Asbroeck \| Israel-Premier Tech \| + 0" \| \| \| 7. \| Maikel Zijlaard \| Tudor Pro Cycling Team \| + 0" \| \| \| 8. \| Milan Menten \| Lotto Dstny \| + 0" \| \| \| 9. \| Hugo Hofstetter \| Israel-Premier Tech \| + 4" \| \| \| 10. \| Pavel Bittner \| Team dsm-firmenich PostNL \| + 4" \| \| |                  |                           |            |
| |                  |                           |            |
| Kilde: ProCyclingStats |                  |                           |            |
| Samlede stilling |                  |                           |            |
| Rytter | Rytter           | Hold                      | Tid        |
| 1. | Tim Merlier      | Soudal Quick-Step         | 4t 21' 59" |
| 2. | Fabio Jakobsen   | Team dsm-firmenich PostNL | + 0"       |
| 3. | Jasper Philipsen | Alpecin-Deceuninck        | + 0"       |
| 4. | Pascal Ackermann | Israel-Premier Tech       | + 0"       |
| 5. | Simone Consonni  | Lidl-Trek                 | + 0"       |
| 6. | Tom Van Asbroeck | Israel-Premier Tech       | + 0"       |
| 7. | Maikel Zijlaard  | Tudor Pro Cycling Team    | + 0"       |
| 8. | Milan Menten     | Lotto Dstny               | + 0"       |
| 9. | Hugo Hofstetter  | Israel-Premier Tech       | + 4"       |
| 10. | Pavel Bittner    | Team dsm-firmenich PostNL | + 4"       |

## Hold og ryttere
| UCI WorldTeams (11)- Alpecin-Deceuninck - Arkéa-B&B Hotels - Bahrain Victorious - Cofidis - Decathlon-AG2R La Mondiale - Intermarché-Wanty - Lidl-Trek - Soudal Quick-Step - Team dsm-firmenich PostNL - UAE Team Emirates - Ineos Grenadiers UCI ProTeams (9)- Bingoal WB - Equipo Kern Pharma - Euskaltel-Euskadi - Israel-Premier Tech - Lotto Dstny - TDT-Unibet - Team Flanders-Baloise - Tudor Pro Cycling Team - Uno-X Mobility |
| |

### Danske ryttere
| Danske ryttere på startlisten |                          |                         |           |
| Rygnummer                     | Rytter                   | Hold                    | Placering |
| 92                            | Mikkel Bjerg             | UAE Team Emirates       | DNF       |
| 117                           | Alexander Salby          | Bingoal WB              | DNF       |
| 161                           | Louis Bendixen           | Uno-X Mobility          | 96        |
| 165                           | Niklas Larsen            | Uno-X Mobility          | 116       |
| 166                           | Rasmus Bøgh Wallin       | Uno-X Mobility          | 67        |
| 167                           | William Blume Levy       | Uno-X Mobility          | 44        |
| 173                           | Sebastian Kolze Changizi | Tudor Pro Cycling       | 34        |
| 181                           | Andreas Stokbro          | TDT-Unibet Cycling Team | 65        |
| 186                           | Nicklas Amdi Pedersen    | TDT-Unibet Cycling Team | 45        |

* DNF = gennemførte ikke

### Startliste
| Soudal Quick-Step SOQ | Soudal Quick-Step SOQ    | Soudal Quick-Step SOQ |
| --------------------- | ------------------------ | --------------------- |
| Nr.                   | Rytter                   | Placering             |
| 1                     | Tim Merlier (BEL)        | 1.                    |
| 2                     | Antoine Huby (FRA)       | 76.                   |
| 3                     | Luke Lamperti (USA)      | 26.                   |
| 4                     | Ayco Bastiaens (BEL)     | 4.                    |
| 5                     | Pepijn Reinderink (NED)  | 27.                   |
| 6                     | Bert Van Lerberghe (BEL) | 28.                   |
| 7                     | Lars Vanden Heede (BEL)  | 42.                   |

| Alpecin-Deceuninck ADC | Alpecin-Deceuninck ADC | Alpecin-Deceuninck ADC |
| ---------------------- | ---------------------- | ---------------------- |
| Nr.                    | Rytter                 | Placering              |
| 11                     | Jasper Philipsen (BEL) | 3.                     |
| 12                     | Lars Boven (NED)       | 114.                   |
| 13                     | Siebe Roesems (BEL)    | 105.                   |
| 14                     | Timo Kielich (BEL)     | 49.                    |
| 15                     | Senne Leysen (BEL)     | 99.                    |
| 16                     | Oscar Riesebeek (NED)  | 78.                    |
| 17                     | Jonas Rickaert (BEL)   | 100.                   |

| Intermarché-Wanty IWA | Intermarché-Wanty IWA           | Intermarché-Wanty IWA |
| --------------------- | ------------------------------- | --------------------- |
| Nr.                   | Rytter                          | Placering             |
| 21                    | Gerben Thijssen (BEL)           | 88.                   |
| 22                    | Victor Hannes (BEL)             | 61.                   |
| 23                    | Madis Mihkels (EST)             | 85.                   |
| 24                    | Baptiste Planckaert (BEL)       | 48.                   |
| 25                    | Dries De Pooter (BEL)           | 86.                   |
| 26                    | Boy van Poppel (NED)            | 118.                  |
| 27                    | Roel van Sintmaartensdijk (NED) | 38.                   |

| Arkéa-B&B Hotels ARK | Arkéa-B&B Hotels ARK  | Arkéa-B&B Hotels ARK |
| -------------------- | --------------------- | -------------------- |
| Nr.                  | Rytter                | Placering            |
| 31                   | Jenthe Biermans (BEL) | DNF                  |
| 32                   | Florian Dauphin (FRA) | 29.                  |
| 33                   | David Dekker (NED)    | 31.                  |
| 34                   | Giosuè Epis (ITA)     | 21.                  |
| 35                   | Daniel McLay (GBR)    | DNF                  |
| 36                   | Michel Ries (LUX)     | DNF                  |
| 37                   | Alan Riou (FRA)       | 103.                 |

| Cofidis COF | Cofidis COF                 | Cofidis COF |
| ----------- | --------------------------- | ----------- |
| Nr.         | Rytter                      | Placering   |
| 41          | Oliver Knight (GBR)         | DNF         |
| 42          | Stanisław Aniołkowski (POL) | 73.         |
| 43          | Milan Fretin (BEL)          | 84.         |
| 44          | Nolann Mahoudo (FRA)        | 98.         |
| 45          | Christophe Noppe (BEL)      | 47.         |
| 46          | Piet Allegaert (BEL)        | 12.         |
| 47          | Aimé De Gendt (BEL)         | 17.         |

| Ineos Grenadiers IGD | Ineos Grenadiers IGD | Ineos Grenadiers IGD |
| -------------------- | -------------------- | -------------------- |
| Nr.                  | Rytter               | Placering            |
| 51                   | Elia Viviani (ITA)   | 25.                  |
| 52                   | Kim Heiduk (GER)     | DNF                  |
| 53                   | Ethan Hayter (GBR)   | 80.                  |
| 54                   | Leo Hayter (GBR)     | 101.                 |
| 55                   | Cameron Wurf (AUS)   | 115.                 |
| 56                   | Ben Swift (GBR)      | 40.                  |
| 57                   | Andrew August (USA)  | 69.                  |

| Groupama-FDJ GFC | Groupama-FDJ GFC       | Groupama-FDJ GFC |
| ---------------- | ---------------------- | ---------------- |
| Nr.              | Rytter                 | Placering        |
| 61               | Stefan Küng (SUI)      | 16.              |
| 62               | Marc Sarreau (FRA)     | 94.              |
| 63               | Eddy Le Huitouze (FRA) | 60.              |
| 64               | Lewis Askey (GBR)      | 13.              |
| 65               | Enzo Paleni (FRA)      | 24.              |
| 66               | Matthew Walls (GBR)    | 102.             |
| 67               | Titouan Fontaine (FRA) | 113.             |

| Lidl-Trek LTK | Lidl-Trek LTK                  | Lidl-Trek LTK |
| ------------- | ------------------------------ | ------------- |
| Nr.           | Rytter                         | Placering     |
| 72            | Daan Hoole (NED)               | DNF           |
| 73            | Matteo Milan (ITA)             | 75.           |
| 74            | Simone Consonni (ITA)          | 5.            |
| 75            | Mathias Vacek (CZE) (landevej) | 23.           |
| 76            | Otto Vergaerde (BEL)           | 87.           |
| 77            | Tim Torn Teutenberg (GER)      | 39.           |

| Team dsm-firmenich PostNL DFP | Team dsm-firmenich PostNL DFP | Team dsm-firmenich PostNL DFP |
| ----------------------------- | ----------------------------- | ----------------------------- |
| Nr.                           | Rytter                        | Placering                     |
| 81                            | Fabio Jakobsen (NED)          | 2.                            |
| 82                            | Frank Aron Ragilo (EST)       | 106.                          |
| 83                            | Patrick Eddy (AUS)            | 83.                           |
| 84                            | Nils Eekhoff (NED)            | 81.                           |
| 85                            | Johan Dorussen (NED)          | 56.                           |
| 86                            | Pavel Bittner (CZE)           | 10.                           |
| 87                            | Bram Welten (NED)             | 82.                           |

| UAE Team Emirates UAD | UAE Team Emirates UAD     | UAE Team Emirates UAD |
| --------------------- | ------------------------- | --------------------- |
| Nr.                   | Rytter                    | Placering             |
| 91                    | Tim Wellens (BEL)         | 30.                   |
| 92                    | Mikkel Bjerg (DEN)        | DNF                   |
| 93                    | Filippo Baroncini (ITA)   | 11.                   |
| 94                    | Álvaro Hodeg (COL)        | 92.                   |
| 95                    | Jonathan Guatibonza (COL) | 93.                   |
| 96                    | Gibbe Staes (BEL)         | 54.                   |
| 97                    | Michael Vink (NZL)        | 72.                   |

| Lotto Dstny LTD | Lotto Dstny LTD             | Lotto Dstny LTD |
| --------------- | --------------------------- | --------------- |
| Nr.             | Rytter                      | Placering       |
| 101             | Milan Menten (BEL)          | 8.              |
| 102             | Sébastien Grignard (BEL)    | 52.             |
| 103             | Lorenz Van De Wynkele (BEL) | 18.             |
| 104             | Joshua Giddings (GBR)       | 43.             |
| 105             | Alec Segaert (BEL)          | 20.             |
| 106             | Liam Slock (BEL)            | 62.             |
| 107             | Thomas De Gendt (BEL)       | DNF             |

| Bingoal WB BWB | Bingoal WB BWB            | Bingoal WB BWB |
| -------------- | ------------------------- | -------------- |
| Nr.            | Rytter                    | Placering      |
| 111            | Dimitri Peyskens (BEL)    | 109.           |
| 112            | Jens Reynders (BEL)       | DNF            |
| 113            | Aaron Van der Beken (BEL) | 63.            |
| 114            | Joes Oosterlinck (BEL)    | 37.            |
| 115            | Nathan Vandepitte (FRA)   | 51.            |
| 116            | Jelle Vermoote (BEL)      | 91.            |
| 117            | Alexander Salby (DEN)     | DNF            |

| Team Flanders-Baloise TFB | Team Flanders-Baloise TFB | Team Flanders-Baloise TFB |
| ------------------------- | ------------------------- | ------------------------- |
| Nr.                       | Rytter                    | Placering                 |
| 121                       | Elias Maris (BEL)         | 46.                       |
| 122                       | Alex Colman (BEL)         | DNS                       |
| 123                       | Jasper Dejaegher (BEL)    | DNF                       |
| 124                       | Dylan Vandenstorme (BEL)  | 64.                       |
| 125                       | Ward Vanhoof (BEL)        | 35.                       |
| 126                       | Yentl Vandevelde (BEL)    | 119.                      |
| 127                       | Victor Vercouillie (BEL)  | 117.                      |

| Euskaltel-Euskadi EUS | Euskaltel-Euskadi EUS          | Euskaltel-Euskadi EUS |
| --------------------- | ------------------------------ | --------------------- |
| Nr.                   | Rytter                         | Placering             |
| 131                   | Jon Aberasturi (ESP)           | 32.                   |
| 132                   | Xabier Berasategi (ESP)        | 90.                   |
| 133                   | James Fouché (NZL)             | 36.                   |
| 134                   | Xabier Isasa (ESP)             | 57.                   |
| 135                   | Andoni López de Abetxuko (ESP) | 77.                   |
| 136                   | Gotzon Martín (ESP)            | DNF                   |
| 137                   | Unai Zubeldia (ESP)            | DNF                   |

| Israel-Premier Tech IPT | Israel-Premier Tech IPT   | Israel-Premier Tech IPT |
| ----------------------- | ------------------------- | ----------------------- |
| Nr.                     | Rytter                    | Placering               |
| 141                     | Pascal Ackermann (GER)    | 4.                      |
| 142                     | Hugo Hofstetter (FRA)     | 9.                      |
| 143                     | Michael Schwarzmann (GER) | 89.                     |
| 144                     | Oded Kogut (ISR)          | DNF                     |
| 145                     | Tom Van Asbroeck (BEL)    | 6.                      |
| 146                     | Kiaan Watts (NZL)         | 55.                     |
| 147                     | Rick Zabel (GER)          | 19.                     |

| Q36.5 Pro Cycling Team Q36 | Q36.5 Pro Cycling Team Q36 | Q36.5 Pro Cycling Team Q36 |
| -------------------------- | -------------------------- | -------------------------- |
| Nr.                        | Rytter                     | Placering                  |
| 151                        | Matteo Moschetti (ITA)     | 104.                       |
| 152                        | Fabio Christen (SUI)       | 14.                        |
| 153                        | Cyrus Monk (AUS)           | 50.                        |
| 154                        | Szymon Sajnok (POL)        | 58.                        |
| 155                        | Kamil Małecki (POL)        | 53.                        |
| 156                        | Rory Townsend (IRL)        | 41.                        |
| 157                        | Travis Stedman (RSA)       | 66.                        |

| Uno-X Mobility UXM | Uno-X Mobility UXM       | Uno-X Mobility UXM |
| ------------------ | ------------------------ | ------------------ |
| Nr.                | Rytter                   | Placering          |
| 161                | Louis Bendixen (DEN)     | 96.                |
| 162                | Rasmus Tiller (NOR)      | 71.                |
| 163                | Erlend Blikra (NOR)      | 111.               |
| 164                | Tord Gudmestad (NOR)     | DNF                |
| 165                | Niklas Larsen (DEN)      | 116.               |
| 166                | William Blume Levy (DEN) | 44.                |
| 167                | Rasmus Bøgh Wallin (DEN) | 67.                |

| Tudor Pro Cycling Team TUD | Tudor Pro Cycling Team TUD     | Tudor Pro Cycling Team TUD |
| -------------------------- | ------------------------------ | -------------------------- |
| Nr.                        | Rytter                         | Placering                  |
| 171                        | Arvid de Kleijn (NED)          | DNS                        |
| 172                        | Nils Brun (SUI)                | 95.                        |
| 173                        | Sebastian Kolze Changizi (DEN) | 34.                        |
| 174                        | Tom Bohli (SUI)                | DNF                        |
| 175                        | Jacob Eriksson (SWE)           | 97.                        |
| 176                        | Aivaras Mikutis (LTU)          | 107.                       |
| 177                        | Maikel Zijlaard (NED)          | 7.                         |

| TDT-Unibet TDT | TDT-Unibet TDT              | TDT-Unibet TDT |
| -------------- | --------------------------- | -------------- |
| Nr.            | Rytter                      | Placering      |
| 181            | Andreas Stokbro (DEN)       | 65.            |
| 182            | Abram Stockman (BEL)        | 68.            |
| 183            | Owen Geleijn (NED)          | 70.            |
| 184            | Jelle Johannink (NED)       | 15.            |
| 185            | Tomáš Kopecký (CZE)         | 74.            |
| 186            | Nicklas Amdi Pedersen (DEN) | 45.            |
| 187            | Axel Huens (FRA)            | 59.            |

| Tarteletto-Isorex TIS | Tarteletto-Isorex TIS   | Tarteletto-Isorex TIS |
| --------------------- | ----------------------- | --------------------- |
| Nr.                   | Rytter                  | Placering             |
| 191                   | Timothy Dupont (BEL)    | 33.                   |
| 192                   | Maxime De Poorter (BEL) | 108.                  |
| 193                   | Torsten Demeyere (BEL)  | DNF                   |
| 194                   | Robbe Claeys (BEL)      | 110.                  |
| 195                   | Thomas Joseph (BEL)     | 22.                   |
| 196                   | Alex Vandenbulcke (BEL) | 120.                  |
| 197                   | Mauro Verwilt (BEL)     | 112.                  |

| Soudal Quick-Step SOQ | Soudal Quick-Step SOQ    | Soudal Quick-Step SOQ |
| --------------------- | ------------------------ | --------------------- |
| Nr.                   | Rytter                   | Placering             |
| 1                     | Tim Merlier (BEL)        | 1.                    |
| 2                     | Antoine Huby (FRA)       | 76.                   |
| 3                     | Luke Lamperti (USA)      | 26.                   |
| 4                     | Ayco Bastiaens (BEL)     | 4.                    |
| 5                     | Pepijn Reinderink (NED)  | 27.                   |
| 6                     | Bert Van Lerberghe (BEL) | 28.                   |
| 7                     | Lars Vanden Heede (BEL)  | 42.                   |

| Alpecin-Deceuninck ADC | Alpecin-Deceuninck ADC | Alpecin-Deceuninck ADC |
| ---------------------- | ---------------------- | ---------------------- |
| Nr.                    | Rytter                 | Placering              |
| 11                     | Jasper Philipsen (BEL) | 3.                     |
| 12                     | Lars Boven (NED)       | 114.                   |
| 13                     | Siebe Roesems (BEL)    | 105.                   |
| 14                     | Timo Kielich (BEL)     | 49.                    |
| 15                     | Senne Leysen (BEL)     | 99.                    |
| 16                     | Oscar Riesebeek (NED)  | 78.                    |
| 17                     | Jonas Rickaert (BEL)   | 100.                   |

| Intermarché-Wanty IWA | Intermarché-Wanty IWA           | Intermarché-Wanty IWA |
| --------------------- | ------------------------------- | --------------------- |
| Nr.                   | Rytter                          | Placering             |
| 21                    | Gerben Thijssen (BEL)           | 88.                   |
| 22                    | Victor Hannes (BEL)             | 61.                   |
| 23                    | Madis Mihkels (EST)             | 85.                   |
| 24                    | Baptiste Planckaert (BEL)       | 48.                   |
| 25                    | Dries De Pooter (BEL)           | 86.                   |
| 26                    | Boy van Poppel (NED)            | 118.                  |
| 27                    | Roel van Sintmaartensdijk (NED) | 38.                   |

| Arkéa-B&B Hotels ARK | Arkéa-B&B Hotels ARK  | Arkéa-B&B Hotels ARK |
| -------------------- | --------------------- | -------------------- |
| Nr.                  | Rytter                | Placering            |
| 31                   | Jenthe Biermans (BEL) | DNF                  |
| 32                   | Florian Dauphin (FRA) | 29.                  |
| 33                   | David Dekker (NED)    | 31.                  |
| 34                   | Giosuè Epis (ITA)     | 21.                  |
| 35                   | Daniel McLay (GBR)    | DNF                  |
| 36                   | Michel Ries (LUX)     | DNF                  |
| 37                   | Alan Riou (FRA)       | 103.                 |

| Cofidis COF | Cofidis COF                 | Cofidis COF |
| ----------- | --------------------------- | ----------- |
| Nr.         | Rytter                      | Placering   |
| 41          | Oliver Knight (GBR)         | DNF         |
| 42          | Stanisław Aniołkowski (POL) | 73.         |
| 43          | Milan Fretin (BEL)          | 84.         |
| 44          | Nolann Mahoudo (FRA)        | 98.         |
| 45          | Christophe Noppe (BEL)      | 47.         |
| 46          | Piet Allegaert (BEL)        | 12.         |
| 47          | Aimé De Gendt (BEL)         | 17.         |

| Ineos Grenadiers IGD | Ineos Grenadiers IGD | Ineos Grenadiers IGD |
| -------------------- | -------------------- | -------------------- |
| Nr.                  | Rytter               | Placering            |
| 51                   | Elia Viviani (ITA)   | 25.                  |
| 52                   | Kim Heiduk (GER)     | DNF                  |
| 53                   | Ethan Hayter (GBR)   | 80.                  |
| 54                   | Leo Hayter (GBR)     | 101.                 |
| 55                   | Cameron Wurf (AUS)   | 115.                 |
| 56                   | Ben Swift (GBR)      | 40.                  |
| 57                   | Andrew August (USA)  | 69.                  |

| Groupama-FDJ GFC | Groupama-FDJ GFC       | Groupama-FDJ GFC |
| ---------------- | ---------------------- | ---------------- |
| Nr.              | Rytter                 | Placering        |
| 61               | Stefan Küng (SUI)      | 16.              |
| 62               | Marc Sarreau (FRA)     | 94.              |
| 63               | Eddy Le Huitouze (FRA) | 60.              |
| 64               | Lewis Askey (GBR)      | 13.              |
| 65               | Enzo Paleni (FRA)      | 24.              |
| 66               | Matthew Walls (GBR)    | 102.             |
| 67               | Titouan Fontaine (FRA) | 113.             |

| Lidl-Trek LTK | Lidl-Trek LTK                  | Lidl-Trek LTK |
| ------------- | ------------------------------ | ------------- |
| Nr.           | Rytter                         | Placering     |
| 72            | Daan Hoole (NED)               | DNF           |
| 73            | Matteo Milan (ITA)             | 75.           |
| 74            | Simone Consonni (ITA)          | 5.            |
| 75            | Mathias Vacek (CZE) (landevej) | 23.           |
| 76            | Otto Vergaerde (BEL)           | 87.           |
| 77            | Tim Torn Teutenberg (GER)      | 39.           |

| Team dsm-firmenich PostNL DFP | Team dsm-firmenich PostNL DFP | Team dsm-firmenich PostNL DFP |
| ----------------------------- | ----------------------------- | ----------------------------- |
| Nr.                           | Rytter                        | Placering                     |
| 81                            | Fabio Jakobsen (NED)          | 2.                            |
| 82                            | Frank Aron Ragilo (EST)       | 106.                          |
| 83                            | Patrick Eddy (AUS)            | 83.                           |
| 84                            | Nils Eekhoff (NED)            | 81.                           |
| 85                            | Johan Dorussen (NED)          | 56.                           |
| 86                            | Pavel Bittner (CZE)           | 10.                           |
| 87                            | Bram Welten (NED)             | 82.                           |

| UAE Team Emirates UAD | UAE Team Emirates UAD     | UAE Team Emirates UAD |
| --------------------- | ------------------------- | --------------------- |
| Nr.                   | Rytter                    | Placering             |
| 91                    | Tim Wellens (BEL)         | 30.                   |
| 92                    | Mikkel Bjerg (DEN)        | DNF                   |
| 93                    | Filippo Baroncini (ITA)   | 11.                   |
| 94                    | Álvaro Hodeg (COL)        | 92.                   |
| 95                    | Jonathan Guatibonza (COL) | 93.                   |
| 96                    | Gibbe Staes (BEL)         | 54.                   |
| 97                    | Michael Vink (NZL)        | 72.                   |

| Lotto Dstny LTD | Lotto Dstny LTD             | Lotto Dstny LTD |
| --------------- | --------------------------- | --------------- |
| Nr.             | Rytter                      | Placering       |
| 101             | Milan Menten (BEL)          | 8.              |
| 102             | Sébastien Grignard (BEL)    | 52.             |
| 103             | Lorenz Van De Wynkele (BEL) | 18.             |
| 104             | Joshua Giddings (GBR)       | 43.             |
| 105             | Alec Segaert (BEL)          | 20.             |
| 106             | Liam Slock (BEL)            | 62.             |
| 107             | Thomas De Gendt (BEL)       | DNF             |

| Bingoal WB BWB | Bingoal WB BWB            | Bingoal WB BWB |
| -------------- | ------------------------- | -------------- |
| Nr.            | Rytter                    | Placering      |
| 111            | Dimitri Peyskens (BEL)    | 109.           |
| 112            | Jens Reynders (BEL)       | DNF            |
| 113            | Aaron Van der Beken (BEL) | 63.            |
| 114            | Joes Oosterlinck (BEL)    | 37.            |
| 115            | Nathan Vandepitte (FRA)   | 51.            |
| 116            | Jelle Vermoote (BEL)      | 91.            |
| 117            | Alexander Salby (DEN)     | DNF            |

| Team Flanders-Baloise TFB | Team Flanders-Baloise TFB | Team Flanders-Baloise TFB |
| ------------------------- | ------------------------- | ------------------------- |
| Nr.                       | Rytter                    | Placering                 |
| 121                       | Elias Maris (BEL)         | 46.                       |
| 122                       | Alex Colman (BEL)         | DNS                       |
| 123                       | Jasper Dejaegher (BEL)    | DNF                       |
| 124                       | Dylan Vandenstorme (BEL)  | 64.                       |
| 125                       | Ward Vanhoof (BEL)        | 35.                       |
| 126                       | Yentl Vandevelde (BEL)    | 119.                      |
| 127                       | Victor Vercouillie (BEL)  | 117.                      |

| Euskaltel-Euskadi EUS | Euskaltel-Euskadi EUS          | Euskaltel-Euskadi EUS |
| --------------------- | ------------------------------ | --------------------- |
| Nr.                   | Rytter                         | Placering             |
| 131                   | Jon Aberasturi (ESP)           | 32.                   |
| 132                   | Xabier Berasategi (ESP)        | 90.                   |
| 133                   | James Fouché (NZL)             | 36.                   |
| 134                   | Xabier Isasa (ESP)             | 57.                   |
| 135                   | Andoni López de Abetxuko (ESP) | 77.                   |
| 136                   | Gotzon Martín (ESP)            | DNF                   |
| 137                   | Unai Zubeldia (ESP)            | DNF                   |

| Israel-Premier Tech IPT | Israel-Premier Tech IPT   | Israel-Premier Tech IPT |
| ----------------------- | ------------------------- | ----------------------- |
| Nr.                     | Rytter                    | Placering               |
| 141                     | Pascal Ackermann (GER)    | 4.                      |
| 142                     | Hugo Hofstetter (FRA)     | 9.                      |
| 143                     | Michael Schwarzmann (GER) | 89.                     |
| 144                     | Oded Kogut (ISR)          | DNF                     |
| 145                     | Tom Van Asbroeck (BEL)    | 6.                      |
| 146                     | Kiaan Watts (NZL)         | 55.                     |
| 147                     | Rick Zabel (GER)          | 19.                     |

| Q36.5 Pro Cycling Team Q36 | Q36.5 Pro Cycling Team Q36 | Q36.5 Pro Cycling Team Q36 |
| -------------------------- | -------------------------- | -------------------------- |
| Nr.                        | Rytter                     | Placering                  |
| 151                        | Matteo Moschetti (ITA)     | 104.                       |
| 152                        | Fabio Christen (SUI)       | 14.                        |
| 153                        | Cyrus Monk (AUS)           | 50.                        |
| 154                        | Szymon Sajnok (POL)        | 58.                        |
| 155                        | Kamil Małecki (POL)        | 53.                        |
| 156                        | Rory Townsend (IRL)        | 41.                        |
| 157                        | Travis Stedman (RSA)       | 66.                        |

| Uno-X Mobility UXM | Uno-X Mobility UXM       | Uno-X Mobility UXM |
| ------------------ | ------------------------ | ------------------ |
| Nr.                | Rytter                   | Placering          |
| 161                | Louis Bendixen (DEN)     | 96.                |
| 162                | Rasmus Tiller (NOR)      | 71.                |
| 163                | Erlend Blikra (NOR)      | 111.               |
| 164                | Tord Gudmestad (NOR)     | DNF                |
| 165                | Niklas Larsen (DEN)      | 116.               |
| 166                | William Blume Levy (DEN) | 44.                |
| 167                | Rasmus Bøgh Wallin (DEN) | 67.                |

| Tudor Pro Cycling Team TUD | Tudor Pro Cycling Team TUD     | Tudor Pro Cycling Team TUD |
| -------------------------- | ------------------------------ | -------------------------- |
| Nr.                        | Rytter                         | Placering                  |
| 171                        | Arvid de Kleijn (NED)          | DNS                        |
| 172                        | Nils Brun (SUI)                | 95.                        |
| 173                        | Sebastian Kolze Changizi (DEN) | 34.                        |
| 174                        | Tom Bohli (SUI)                | DNF                        |
| 175                        | Jacob Eriksson (SWE)           | 97.                        |
| 176                        | Aivaras Mikutis (LTU)          | 107.                       |
| 177                        | Maikel Zijlaard (NED)          | 7.                         |

| TDT-Unibet TDT | TDT-Unibet TDT              | TDT-Unibet TDT |
| -------------- | --------------------------- | -------------- |
| Nr.            | Rytter                      | Placering      |
| 181            | Andreas Stokbro (DEN)       | 65.            |
| 182            | Abram Stockman (BEL)        | 68.            |
| 183            | Owen Geleijn (NED)          | 70.            |
| 184            | Jelle Johannink (NED)       | 15.            |
| 185            | Tomáš Kopecký (CZE)         | 74.            |
| 186            | Nicklas Amdi Pedersen (DEN) | 45.            |
| 187            | Axel Huens (FRA)            | 59.            |

| Tarteletto-Isorex TIS | Tarteletto-Isorex TIS   | Tarteletto-Isorex TIS |
| --------------------- | ----------------------- | --------------------- |
| Nr.                   | Rytter                  | Placering             |
| 191                   | Timothy Dupont (BEL)    | 33.                   |
| 192                   | Maxime De Poorter (BEL) | 108.                  |
| 193                   | Torsten Demeyere (BEL)  | DNF                   |
| 194                   | Robbe Claeys (BEL)      | 110.                  |
| 195                   | Thomas Joseph (BEL)     | 22.                   |
| 196                   | Alex Vandenbulcke (BEL) | 120.                  |
| 197                   | Mauro Verwilt (BEL)     | 112.                  |